# 株式投資型クラウドファンディング
日本の株式投資型クラウドファンディングは、2015年5月に金融商品取引法などの改正が施行され、未公開株詐欺などがきっかけで閉鎖されたグリーンシート市場に代わる未上場企業の資金調達を目的に登場した制度。
正式名称は「第一種少額電子募集取扱業務」、通称「株式投資型クラウドファンディング」「株式投資型CF」「ECF」「株クラ」

## 概要
クラウドファンディングには規制する法律により「寄付型」「購入型」「融資型」「基金型」「株式型」5種類に区分することができる。
株式投資型クラウドファンディングは、上場していない会社の株（非上場株式）をインターネットで公募する制度で、株式投資型クラウドファンディングの実施に当たっては、クラウドファンディング業者（プラットフォーマー）が金融庁（関東財務局）の第一種少額電子募集取扱業の登録を行い、募集の支援をすることができる。
投資できるのはプラットフォーマーの審査に合格した個人および法人で、1社につき1年間で50万円以下まで投資することができる。公募できる金額は発行会社1社に付き1年間で1億円未満という規制がある。
また、投資勧誘については、ウェブサイトの閲覧や、電子メールの送信に限定され、電話や訪問による投資勧誘は禁止されている。
2024年5月末現在、登録を受け営業しているのは5社（以下は登録が新しい順に記載）。
- イークラウド株式会社「イークラウド」
- エクイティファンディング株式会社「AngelNavi」
- 株式会社ユニコーン「Unicorn」
- 株式会社ジャパンインベストメントアドバイザー「CF Angels」
- 株式会社FUNDINNO「FUNDINNO」

各社共に日本証券業協会の特定業務会員であり、自主規制の元に運営されている。
投資家は発行会社のイグジット（IPO又はバイアウト）までは原則として換金することができないため、中長期の投資を前提に、事業の成長可能性と収益性を慎重に判断する必要がある。なお、申込日から8日間のクーリングオフ（申し込みの無条件取り消し可能）制度がある。
公募する非上場会社は、投資家へのリターンを提示するとともに、議決権の割合や、株主が増えることにより煩雑になりやすい株主総会の手続きなどをどのように行うのかなど、会社の運営方針について考慮する必要がある。

## 歴史
- 2015年
  - 5月 - 金融商品取引法の改正で株式投資型クラウドファンディング制度が創設。
- 2017年
  - 4月 - 株式会社日本クラウドキャピタル（現 株式会社FUNDINNO）が運営する「FUNDINNO」で日本第1号案件が開始[3]。
  - 9月 - DANベンチャーキャピタル株式会社（現 株式会社CFスタートアップス）が「GoAngel」を開設し、募集開始[4][5]。
  - 11月 - エメラダ株式会社が「エメラダ・エクイティ」を開設し、募集開始[6]。
- 2019年
  - 7月 - 株式会社ユニコーンが「Unicorn」を開設し、募集開始[7]。
  - 9月 - エメラダ株式会社が「エメラダ・エクイティ」をユニバーサルバンク株式会社に事業譲渡[8]。
  - 11月 - 株式会社CAMPFIREが「GoAngel」を運営するDANベンチャーキャピタル株式会社を買収し、子会社化[9]。
- 2020年
  - 2月 - SBI CapitalBase株式会社が「GEMSEE　Equity」を開設し、募集開始[10]。
  - 7月
    - 「GEMSEE Equity」を運営するSBI CapitalBase株式会社がSBIエクイティクラウド株式会社に社名変更[11]。
    - イークラウド株式会社が「イークラウド」を開設し、募集開始[12]。

  - 8月 - 「GoAngel」が「CAMPFIRE Angels」としてリニューアルオープン[13]。
  - 10月 - 「Angelbank」を開始予定だったユニバーサルバンク株式会社が株式会社WEIN Financial Groupに買収され、株式会社Angel Fundingに社名変更[14]。
- 2021年
  - 4月 - 「CAMPFIRE Angels」を運営するDANベンチャーキャピタル株式会社が株式会社CAMPFIRE Startupsに社名変更[15]。
  - 9月 - 「GEMSEE Equity」を運営するSBIエクイティクラウド株式会社の全株式がインベストメント・テクノロジー株式会社に譲渡され、エンジェルナビ株式会社に社名変更し、サービス名も「AngelNavi」に変更[16]。
  - 10月 - 株式会社Angel Fundingが「Angelbank」の開始を断念し、解散。買収した「エメラダ・エクイティ」事業は株式会社CAMPFIRE Startupsに譲渡[17]。
- 2022年
  - 2月 - 株式会社日本クラウドキャピタルが株式会社FUNDINNOに社名変更[18]。
  - 4月 - 株式会社CAMPFIREが「CAMPFIRE Angels」を運営する株式会社CAMPFIRE Startupsの全株式を株式会社Dホールディングスに譲渡[19]。
  - 7月 - 「CAMPFIRE Angels」を運営する株式会社CAMPFIRE Startupsが株式会社CFスタートアップスに社名変更し、サービス名も「CF Angels」に変更[20]。
- 2024年
  - 5月
    - 株式会社ジャパンインベストメントアドバイザーが「CF Angels」を運営する株式会社CFスタートアップスを買収し、子会社化[21]。
    - 株式会社前澤ファンドによるエンジェルナビ株式会社の事業買収（株式譲渡）で「AngelNavi」の運営がエクイティファンディング株式会社に変更[22]。